# 2018년 동계 올림픽 중화인민공화국 선수단
2018년 동계 올림픽 중화인민공화국 선수단은 대한민국 평창군에서 개최된 2018년 동계 올림픽에 참가한 올림픽 중화인민공화국 선수단이다. 다음 동계 올림픽 대회인 2022년 동계 올림픽이 중화인민공화국 베이징에서 열렸기 때문에 폐막식에서 차기 개최국 지위로서 올림픽기를 전달받았다.
화인민공화은 남자 35명, 여자 46명에 총 81명의 선수가 12가지 종목에 출전했다.

## 메달 집계

### 종목별 참가 선수 및 메달 수
| 종목                     | 참가 선수 | 1 | 2 | 3 | 메달 합계 |
| ------------------------ | --------- | - | - | - | --------- |
| 바이애슬론               | 2         |   |   |   |           |
| 봅슬레이                 | 5         |   |   |   |           |
| 쇼트트랙 스피드 스케이팅 | 10        | 1 | 2 |   | 3         |
| 스노보드                 | 9         |   | 1 |   | 1         |
| 스켈레톤                 | 1         |   |   |   |           |
| 스키점프                 | 1         |   |   |   |           |
| 스피드 스케이팅          | 13        |   |   | 1 | 1         |
| 알파인 스키              | 2         |   |   |   |           |
| 컬링                     | 7         |   |   |   |           |
| 크로스컨트리 스키        | 4         |   |   |   |           |
| 프리스타일 스키          | 15        |   | 2 | 1 | 3         |
| 피겨 스케이팅            | 11        |   | 1 |   | 1         |
| 합계                     | 80        | 1 | 6 | 2 | 9         |

### 메달리스트
| 메달   | 이름                                 | 종목           | 세부 종목       | 날짜     |
| ------ | ------------------------------------ | -------------- | --------------- | -------- |
| 금메달 | 우다징                               | 쇼트트랙       | 남자 500m       | 2월 22일 |
| 은메달 | 류자위                               | 스노보드       | 남자 하프파이프 | 2월 13일 |
| 은메달 | 쑤이원징 한충                        | 피겨스케이팅   | 페어            | 2월 15일 |
| 은메달 | 장신                                 | 프리스타일     | 여자 에어리얼   | 2월 16일 |
| 은메달 | 리진위                               | 쇼트트랙       | 여자 1500m      | 2월 17일 |
| 은메달 | 자쭝양                               | 프리스타일     | 남자 에어리얼   | 2월 18일 |
| 은메달 | 천더콴 한위팅 우다징 쉬홍지 런쯔웨이 | 쇼트트랙       | 남자 계주5000m  | 2월 22일 |
| 동메달 | 쿵판위                               | 프리스타일     | 여자 에어리얼   | 2월 16일 |
| 동메달 | 가오팅위                             | 스피드스케이팅 | 남자 500m       | 2월 19일 |

## 종목별 성적

### 바이애슬론
| 선수 | 세부 종목 | 기록 | 사격 실수 | 순위 |

### 봅슬레이
| 선수 | 세부 종목 | 1차 시기 | 1차 시기 | 2차 시기 | 2차 시기 | 3차 시기 | 3차 시기 | 4차 시기 | 4차 시기 | 합계 | 합계 |
| 선수 | 세부 종목 | 기록     | 순위     | 기록     | 순위     | 기록     | 순위     | 기록     | 순위     | 기록 | 순위 |

### 스켈레톤
| 선수 | 세부 종목 | 1차 시기 | 1차 시기 | 2차 시기 | 2차 시기 | 3차 시기 | 3차 시기 | 4차 시기 | 4차 시기 | 합계 | 합계 |
| 선수 | 세부 종목 | 기록     | 순위     | 기록     | 순위     | 기록     | 순위     | 기록     | 순위     | 기록 | 순위 |

### 스키점프
| 선수 | 세부 종목 | 예선 | 예선 | 예선 | 결선 1차 시기 | 결선 1차 시기 | 결선 1차 시기 | 결선 2차 시기 | 결선 2차 시기 | 결선 2차 시기 | 합계 | 합계 | 합계 |
| 선수 | 세부 종목 | 거리 | 점수 | 순위 | 거리          | 점수          | 순위          | 거리          | 점수          | 순위          | 점수 | 순위 |      |

### 스피드 스케이팅
남자
| 선수 | 세부 종목 | 1차 시기 | 1차 시기 | 2차 시기 | 2차 시기 | 결선 | 결선 |
| 선수 | 세부 종목 | 기록     | 순위     | 기록     | 순위     | 기록 | 순위 |

### 피겨 스케이팅
| 선수 | 세부 종목 | 쇼트 프로그램 | 쇼트 프로그램 | 프리 스케이팅 | 프리 스케이팅 | 합계 | 합계 |
| 선수 | 세부 종목 | 점수          | 순위          | 점수          | 순위          | 점수 | 순위 |